# Rue du Champ-de-Mars (Reims)
Pour les articles homonymes, voir Rue du Champ-de-Mars.
La rue du Champ-de-Mars  est une voie de la commune de Reims, située au sein du département de la Marne, en région Grand Est.

## Situation et accès
La rue de Vesle dépend administrativement au quartier Centre-ville et permet de joindre la place de la République avec de nombreuses entreprises de champagne.
C'était la rue qui menait au terrain d'exercice de la milice bourgeoise, les entreprises fleurissent sur ce terrain entre 1833 et 1856.

## Origine du nom
Elle porte ce nom en raison du voisinage du Champ-de-Mars.

## Historique
Appelé initialement « chemin de Bétheny », cette voie conduisait au champ d’exercices de la Garde nationale, situé derrière le cimetière du Nord. L'extension successif de ce cimetière, entre 1833 et 1856, a absorbé celui-ci. Le chemin devenu rue, la voie prend sa dénomination actuelle en 1841. En 1886 une partie de cette voie devint le boulevard Jamin.

## Bâtiments remarquables et lieux de mémoire

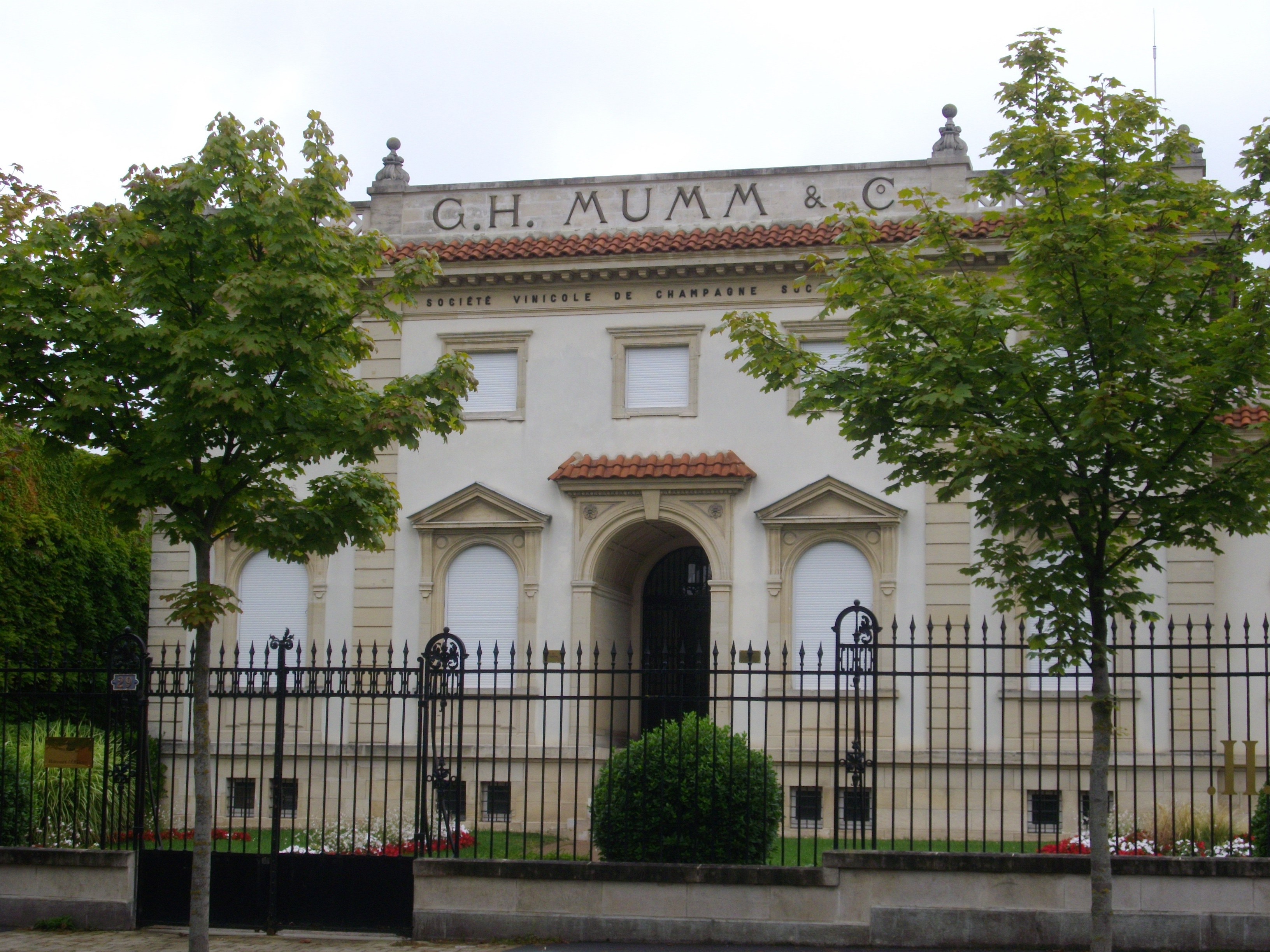
La maison Mumm.

- Les caves et la maison de Champagne G.H. Mumm.
- Le chevalier de Rougeville, fut exécuté en 1814 au Champ-de-Mars, contre le mur du cimetière[1].
- Anciennes glacières de Reims : elles étaient situées au début de la rue derrière l'actuel monument aux morts de Reims.